# Dunderklumpen!
Dunderklumpen! is een Zweedse film uit 1974 van Per Åhlin. Er is onder andere een hoofdrol voor Beppe Wolgers die eveneens het scenario schreef. Zijn vrouw Kerstin en zijn kinderen Jens en Camilla spelen er ook in mee.
De film is een combinatie van een speel- en een animatiefilm, waarbij de animatiefiguren worden ingesproken door Zweedse acteurs. De muziek is van Toots Thielemans.

## Verhaal
Op een avond betreedt een klein animatiepoppetje, genaamd Dunderklumpen de kamer van Camilla en Jens. Hij wekt hun speelgoedpoppen tot leven en neemt ze mee in een roeiboot. Jens heeft alles zien gebeuren en gaat Dunderklumpen achterna. Beppe besluit uiteindelijk zijn zoon te gaan zoeken.

## Rolverdeling
| Acteur          | Personage |
| --------------- | --------- |
| Beppe Wolgers   | vader     |
| Jens Wolgers    | Jens      |
| Kerstin Dunér   | moeder    |
| Camilla Wolgers | Camilla   |

### Stemmen
| Acteur             | Personage                   |
| ------------------ | --------------------------- |
| Halvar Björk       | Dunderklumpen/Jätten (Jorm) |
| Håkan Serner       | Lejonel                     |
| Gösta Ekman        | En-Dum-En                   |
| Toots Thielemans   | Pellegnillot                |
| Lotten Strömstedt  | Dockan                      |
| Sif Ruud           | Elvira Fattigan             |
| Birgitta Andersson | Blomhåret                   |
| Hans Alfredson     | Humlan                      |
| Stig Grybe         | Enöga                       |
| Bert-Åke Varg      | Huset som pratar            |
| Beppe Wolgers      | Vattenfallet                |